# Justitia (gerechtsgebouw)
Justitia is sinds 2020 een gerechtsgebouw, gelegen in het voormalige NAVO-hoofdkwartier te Evere, een gemeente van het Brussels Hoofdstedelijk Gewest in België. De rechtbank dient voornamelijk voor grootschalige Brusselse rechtszaken.

## Geschiedenis
Op 7 december 2020 werd het Justitia-gebouw in gebruik genomen voor de raadkamerzittingen over de bomaanslagen in Brussel op 22 maart 2016. Van 5 december 2022 tot 25 juli 2023 liep er het Assisenproces van die aanslagen, waarbij zes verdachten over de hele lijn schuldig bevonden werden, twee deels schuldig en twee werden vrijgesproken.
Vanwege de omvang, met meer dan 800 betrokken partijen, was het Justitiepaleis van Brussel te klein bevonden om dat proces te huisvesten. De Belgische overheid achtte de voormalige gebouwen van het NAVO-hoofdkwartier in Evere een geschikte plaats en op 12 juli 2019 maakte de Belgische minister van Justitie Koen Geens (CD&V) bekend dat de rechtszaak er zou plaatsvinden. De Belgische Defensie is eigenaar van het oude hoofdkwartier en leent het uit aan de Federale Overheidsdienst Justitie. Om de verbouwingen reeds in 2020 te kunnen opstarten, werd niet gewacht op een bouwvergunning, maar keurde het Brusselse Gewest in 2020 een noodordonnantie goed, die in 2023 werd verlengd voor nogmaals zes jaar toestemming tot gebruik als gerechtsgebouw. Dankzij de verbouwing, met een budget van 24 miljoen, zijn er een centrale zittingszaal met 170 plaatsen, verschillende relaiszalen voor de slachtoffers en het publiek, persruimtes en bureaus.
Sinds 2021 vonden op in het Justitia-gebouw nog verschillende assisenprocessen en dossiers met meerdere tientallen beschuldigden plaats. Sinds 2022 worden de beschuldigden of beklaagden tijdens processen vlakbij ondergebracht in de gevangenis van Haren. Op 13 januari 2025 ging er bij uitzondering een groot proces van start buiten Brussel. Een drugsonderzoek dat in het arrondissement Brugge liep, had met 31 verdachten een hoog aantal beklaagden en een hoge risicofactor, wat de voorzitter van de Brugse rechtbank van eerste aanleg deed besluiten deze rechtszaak naar Brussel te verhuizen.